# 美国陆军第11装甲骑兵团
美国陆军第11装甲骑兵团（英語：11th Armored Cavalry Regiment）是美国陆军的一个编制单位，总部位于加利福尼亚州欧文堡国家训练中心。虽然名为“装甲骑兵团”，该团现在已经重新被组织为一个多兵种的重型旅级战斗队（Brigade combat team），是美国陆军一个公开的假想敌作战单位。

## 现行编制
- 团部及团部连
- 第11装甲骑兵团第1营（联合兵种营）
- 第11装甲骑兵团第2营（联合兵种营）
- 第144野战炮兵团第1营
- 第11装甲骑兵团支援营